# Kronologija Domovinskog rata: rujan 1990.

### 1. rujna
- Predsjednik Republike Hrvatske dr. Tuđman u intervjuu dnevniku Die Welt rekao da Srbi u Hrvatskoj nisu podčinjeni, te istakao da im se garantiraju sva prave i pozvao ih da kažu što još žele.[1]
- Na nekim cestama u Kninu ponovno straže naoružanih civila koji ne dopuštaju da u taj grad hrvatski redarstvenici.[1]
- Nakon 45 godina iz egzila se u Hrvatsku vratio Vinko Nikolić, jedna od najpoznatijih osoba hrvatske emigracije.[1]

### 4. rujna
- Građani srpske nacionalnosti gospićke općine održali referendum o izdvajanju 16 mjesnih zajednica iz općine Gospić, te izglasali da se pripoje općini Gračac.[1]

### 5. rujna
- Na sjednici Predsjedništva Republike Hrvatske zaključeno da su nemiri dijela srpskog stanovništva nanijele velike štete gospodarstvu kao i da vlast u Kninu drže ljudi koji ne žele suradnju.[1]

### 9. rujna
- Lokalni srpski radio Knin objavio apel tzv. savjeta narodnog otpora građana Knina da se na svim javnim mjestima u gradu odmah izvjese jugoslavenske zastave, jer se, navodi se u apelu, u ovim trenucima brani Jugoslavija.[1]
- Regionalni odbor Srpske demokratske stranke za Baniju uputio Predsjedništvu SFRJ brzojav upozorenja u kojemu se između ostalog kaže: Srpski narod na Baniji izložen je teroru hrvatske vlasti te stoga tražimo da nas savezni organi zaštite.[1]

### 10. rujna
- Delegacija hrvatskog vrhovništva s Josipom Boljkovcem na čelu i delegacija Srpskog nacionalnog vijeće pod vodstvom dr. Milana Babića sastale se u Donjem Lapcu i tom prilikom dogovorile da Srbi počnu vraćati oružje pričuvnog sastava Stanice javne sigurnosti Knin.[1]

### 14. rujna
- Na skupu u Krnjaku nedaleko Karlovca vođa SDS dr. Jovan Rašković najavio da će, ako dođe do konfederacije, u Jugoslaviji biti osnovana još jedna samostalna država, a zvat će se Krajina i imat će više od tri milijuna stanovnika.[2]

### 17. rujna
- Slovenija pripremila moguće elemente konfederalnog ugovora, prema kojem bi svaka članica bila samostalna država odnosno međunarodni pravni subjekt.[2]
- U Kninu samo dvojica anonimnih građana vratila dvije automatske puške i pet okvira s municijom ukradenih u Stanici milicije u Kninu.[2]
- Naoružane grupe Srba iz okolice Knina nastavljaju s maltretiranjem putnika na cestama oko toga grada.[2]

### 19. rujna
- Skupština Socijalističke Republike Bosne i Hercegovine, kao najviši organ vlasti, jasno se opredijelila za BiH kao suverenu, demokratsku republiku u sklopu federativno uređene Jugoslavije.[2]

### 20. rujna
- Skupština općina Dvor na Uni, na prijedlog Kluba odbornika Srpske demokratske stranke, donijela odluku da se od Ministarstva unutrašnjih poslova i vrhovništva Republike Hrvatske zatraži osnivanje Regionalnog SUP-a za Baniju i Kordun s obrazloženjem da na tom području živi pretežno srpsko stanovništvo.[2]

### 22. rujna
- Hrvatski predsjednik dr. Franjo Tuđman održao predavanje na Yaleu, najuglednijem američkom sveučilištu.[3]
- U svom izvješću senatu nakon posjeta Jugoslaviji američki senator Bob Dole izvijestio da srpska vlada upravlja državom bez suglasnosti federalne vlade, te kako je duboko zabrinut zbog kršenja ljudskih prava na Kosovu.[3]

### 26. rujna
- Predsjednik Hrvatske dr. Franjo Tuđman sastao se u Washingtonu s američkim predsjednikom Georgom Bushom i tom prigodom uspostavio bitno drugačije temelje hrvatsko-američkih odnosa, a američka strana prihvatila konfederalno rješenje za jugoslavensku krizu.[3]
- Zbog naredbe Ministarstva unutarnjih poslova Hrvatske o povlačenju dijela naoružanja pričuvnog sastava milicije iz SUP-a Sisak, u Petrinji i tom dijelu Banije stražare članova Raškovićeve Srpske demokratske stranke potpuno paralizirale promet.[3]

### 30. rujna
- U Petrinji i još nekim gradovima nastavljaju se okupljanja srpskog stanovništva, tako se nekoliko stotina građana okupilo ispred kasarne Vasilj Gaćeša u Petrinji.[3]
- Srpski nasilnici upali u Stanicu javne sigurnosti Donji Lapac a zabilježene i provokacije militantnih Srba u Pakracu i Srbu.[3]